# Ubisoft
Ubisoft е френска компания за производство и разпространение на компютърни и видео игри, която е базирана в Париж. Фирмата има представителства в над 20 държави и студиа в такива градове като Торонто, Дюселдорф, Шанхай, Хонконг, Париж и Лил, включително и в София.
Към март 2018 г. това е четвъртата най-голяма компания за видео игри, търгувана публично в Америка и Европа, след Activision Blizzard, Electronic Arts и Take-Two Interactive по доходи и пазарна капитализация.

## Произведени игри
- Rayman (1995)
- Rayman 2: The Great Escape (1999)
- Starlancer (2000)
- Rayman Arena (2001)
- Beyond Good & Evil (2003)
- Freelancer (2003)
- Will Rock. (2003)
- Peter Jackson's King Kong (2005)
- Rayman Raving Rabbids (2006)
- Rabbids Go Home (2009)
- Tintin: Secret of the Unicorn (2011)
- Beyond Good & Evil 2 (TBA)
- Prince of Persia:Sand Trilogy(2003 – 2005)
- Prince of Persia(2008)
- Assassin's Creed(2007)
- Assassin's Creed 2 (2009)
- Assassin's Creed: Brotherhood (2011)
- Assassin's Creed: Revelations (2011)
- Assassin's Creed III (2012)
- Assassin's Creed III: Liberation (2012)
- Assassin's Creed 4 (2013)
- Assassin's Creed Rogue (2014)
- Assassin's Creed Unity (2014)
- Assassin's Creed Syndicate
- Assassin's Creed Chronicles
- Assassin's Creed Origins (2017)
- Assassin's Creed Odyssey(2018)
- AAssassin's Creed Valhalla (2020)
- Splinter Cell (2003)
- Splinter Cell: Pandora Tomorrow (2004)
- Splinter Cell: Chaos Theory (2005)
- Splinter Cell: Double Agent (2006)
- Splinter Cell: Conviction (2010)
- Splinter Cell: Blacklist (2013)
- H.A.W.X (2009)
- H.A.W.X 2 (2010)
- Prince of Persia: The Forgotten Sands (2010)
- Heroes of Might and Magic V (2007)
- Shaun White Snowboarding (2008)
- Tom Clancy's Ghost Recon: Future Soldier (2012)
- Heroes of Might and Magic VI (2012)
- Far Cry (2004)
- Far Cry 2 (2008)
- Far Cry 3 (2012)
- Far Cry 3: Blood Dragon (2013)
- Call of Juarez Gunslinger (2013)
- Watch dogs (2014)
- Assassins's creed Unity (2014)
- Far cry 4 (2014)
- Rainbow Six: Siege (2015)
- Watch Dogs 2 (2016)
- Tom Clancy's The Division (2016)
- Tom Clancy's Ghost Recon: Wildlands (2017)
- Far Cry 5 (2018)